# Всероссийская государственная телевизионная и радиовещательная компания
Всеросси́йская госуда́рственная телевизио́нная и радиовеща́тельная компа́ния (ВГТРК) — федеральное государственное унитарное предприятие России, осуществляющее теле-, радио- и интернет-вещание.
Основано Постановлением Президиума Верховного совета РСФСР от 14 июля 1990 года. Генеральный директор — Олег Добродеев.
По состоянию на 2016 год в головном предприятии ВГТРК трудились около 4 тысяч человек.
Из-за вторжения России на Украину компания находится под международными санкциями Евросоюза и ряда других стран.

## История
21 июня 1990 года I Съезд народных депутатов РСФСР принимает Постановление о средствах массовой информации РСФСР, предписывающее Совету Министров РСФСР принять меры к созданию Государственного комитета РСФСР по телевидению и радиовещанию (Гостелерадио РСФСР). 14 июля 1990 года Президиум Верховного Совета РСФСР вместо Гостелерадио РСФСР своим постановлением учреждает «Всероссийскую государственную телевизионную и радиовещательную компанию» (ВГТРК). Первым председателем ВГТРК был назначен бывший заместитель главного редактора газеты «Московские новости» — Олег Максимович Попцов.
10 декабря 1990 года Дирекция информационной службы радиовещания и Дирекция программного вещания ВГТРК начали свою работу на первой (с 6:30 до 9:00) и третьей (с 23:15 до 0:00) программе Всесоюзного радио (с начала 1991 года — программы «Радио 1» и «Радио 2» соответственно), а с начала 1991 года — только по третьей программе (с 14:00 до 17:00 и с 22:00 до 0:00). Этот день считается днем рождения радиостанции «Радио России».
13 мая 1991 года к ВГТРК перешли вечерние часы вещания на втором канале (в отличие от прочих союзных республик, где республиканские Гостелерадио вещали на третьем канале) и был запущен телеканал «РТВ» («Российское телевидение»). Его вещание планировалось начать ещё с марта 1991 года, но сроки постоянно откладывались. Таким образом вещание ВГТРК получило не республиканский, а общесоюзный охват, став второй такой телерадиокомпанией наряду с ЦТ СССР.
1 сентября 1991 года на втором канале прекращается показ информационной программы ЦТ. В сентябре-декабре «Вторая программа ЦТ» ещё выходила в эфир — в основном по будням в утреннем и дневном блоках (причём практически без какого-либо оформления); а в вечерний прайм и в выходные дни почти весь эфир перешёл к «РТВ» (с 16 сентября переименованному в «РТР»).
2 сентября 1991 года российские республиканские радиопередачи стали идти по отдельной программе, а также они стали ретранслироваться радиотрансляционными узлами России по 1-й программе.
Постановлением Правительства РФ от 4 июня 1992 года «Вопросы Всероссийской государственной телевизионной и радиовещательной компании» в ведение ВГТРК были переданы корреспондентские пункты РГТРК «Останкино» в Нью-Йорке, Токио, Берлине, Лондоне, Риме, Брюсселе, Праге, Канберре, Сингапуре и Мехико, в совместное использование ВГТРК и РГТРК «Останкино» перешли Гостелерадиофонд, Союзтелерадиосервис, Специализированное автотранспортное предприятие и учреждения по обслуживанию работников радио и телевидения (Дом творчества «Софрино», Пионерский лагерь «Маяк», Детский сад «Колобок»).
13 апреля 1992 года на четвёртом канале (вещание которого охватывало тогда только Москву и Московскую область) начинает вещание телеканал «Российские университеты», вещавший вместе с Четвёртым каналом Останкино до 16 января 1994 года, а с 17 января 1994 года с каналом НТВ.
В июне 1994 года, совместно с мэрией Санкт-Петербурга, Радиотелевизионным передающим центром и английской компанией Independent Network Television Holding Ltd (INTH) вошла в число акционеров в ЗАО «Телеканал 27», запустившей региональный телеканал «ТВ-3».
Указ Президента РФ от 6 октября 1995 года «О совершенствовании телерадиовещания в Российской Федерации» предписывал преобразование ВГТРК в государственное унитарное предприятие.
В феврале 1996 года указом Бориса Ельцина Олег Попцов был снят с должности Председателя ВГТРК, несмотря на протесты творческого коллектива. Ельцин, ругаясь на Попцова, заявил, что в новостях «порют чернуху». Новым председателем ВГТРК был назначен президент Московской независимой вещательной корпорации (МНВК «ТВ-6 Москва») Эдуард Сагалаев. Летом 1996 года вместо творческо-производственных объединений «Республика» и «Шанс» и Дирекции межрегиональных программ была создана Дирекция общественного-политического вещания, также было создано подразделение «РТР-фильм», занимавшееся дистрибуцией и прокатом.
11 ноября 1996 года канал «Российские университеты» прекратил вещание, а его эфирное время перешло НТВ. Появились первые спутниковые телеканалы сети «РТР-телесеть», которые вещали со спутника Intelsat 904: «Метеор-спорт» (в полном объёме транслировал летние Олимпийские игры 1996 года) и «Метеор-кино». По мнению журнала «Огонёк», это была достойная конкуренция спутниковому оператору «НТВ-Плюс», входившему тогда в холдинг Владимира Гусинского «Медиа-Мост». К концу 1997 года планировалось запустить в этой сети ещё 12 спутниковых телеканалов и модернизировать кабельные сети, но в середине 1997 года проект был свёрнут.
3 февраля 1997 года несколько высших менеджеров ВГТРК опубликовали в «Новой газете» открытое письмо «ТВ-магазин: продаём программу на завтра», в котором утверждали о финансовой, творческой и кадровой деградации телекомпании, а также обвиняли Эдуарда Сагалаева в том, что он превращает компанию в источник личного обогащения. 7 февраля 1997 года Сагалаев подал заявление об увольнении по собственному желанию. 10 февраля Борис Ельцин назначил председателем ВГТРК Николая Сванидзе, однако изложенные в письме факты были признаны Судебной палатой по информационным спорам при Президенте Российской Федерации недостоверными; аналогичным образом высказались и коллеги Сагалаева по ТВ-6.
1 ноября 1997 года начал вещание просветительский телеканал «Культура». Он вышел в эфир на 33 ТВК вместо ГТРК «Петербург — Пятый канал», вещание которой было ограничено Санкт-Петербургом и Ленинградской областью.
8 мая 1998 года указом президента России «О совершенствовании работы государственных электронных средств массовой информации» был создан «Единый производственно-технологический комплекс государственных электронных средств массовой информации ВГТРК». На основании этого указа в состав Всероссийской государственной телерадиокомпании вошли Радиостанция «Орфей», Общероссийская радиокомпания «Маяк», Российская государственная радиовещательная компания «Голос России», «Российский государственный музыкальный центр телевидения и радиовещания», Государственный симфонический оркестр телевидения и радиовещания, «Совтелеэкспорт» и «Союзтелефильм», все региональные ГТРК преобразуются в дочерние компании. «Старая» ВГТРК была разделена на Государственную телекомпанию «Телеканал „Россия“», Государственную радиовещательную компанию «Радио России» и Государственную телекомпанию «Телеканал „Культура“». Постановлением Правительства Российской Федерации от 26 февраля 2004 г. № 111 «О Всероссийской государственной телевизионной и радиовещательной компании» все региональные дочерние ГТРК преобразованы в филиалы. ВГТРК превращается в один из крупнейших медиахолдингов в мире.
21 мая 1998 года Николай Сванидзе освобождён с поста председателя ВГТРК «в связи с переходом на другую работу». Сванидзе объяснил отставку желанием работать журналистом, а не администратором. По версии СМИ, причиной отставки стали разногласия с действующим на тот момент председателем Правительства России Сергеем Кириенко. Руководителем государственного медиахолдинга был назначен Михаил Швыдкой.
31 января 2000 года и. о. президента России Владимир Путин подписал указ об освобождении Михаила Швыдкого от должности «в связи с переходом на другую работу». 8 февраля 2000 года Швыдкой был назначен министром культуры Российской Федерации, а руководителем медиахолдинга стал Олег Добродеев. По мнению некоторых СМИ, это назначение было «связано с предстоящей предвыборной кампанией».
29 июня 2001 года было достигнуто соглашение о сотрудничестве России с Euronews. Всероссийская государственная телевизионная и радиовещательная компания купила 1,8 % акций в консорциуме Secemie и вошла в число акционеров канала. В ночь с 11 на 12 сентября 2001 года в связи с терактами в США канал Euronews c русской звуковой дорожкой впервые вышел в эфир в тестовом режиме на канале РТР. На крупнейших международных спутниковых платформах, включая «НТВ-Плюс», он начал вещать 17 сентября 2001 года в неизменном виде. Со 2 октября 2001 по 3 сентября 2017 года осуществлялось вещание Euronews на канале «Культура», перекрывая часть утренних, затем — ночных передач последнего. Первое время трансляция новостного канала на «Культуре» шла также в неизменном виде, но примерно с середины 2002 года в блоке стала появляться российская коммерческая реклама, изначально перекрывавшая часть рубрик и перебивки, а с 2003 года — оригинальную рекламу. С октября 2005 по май 2013 года на 25 ТВК в Москве вещал отдельный канал с логотипом «Евроновости» и российской коммерческой рекламой.
13 августа 2001 года «Главный центр радиовещания и телевидения» (ГЦРТ) и «Главный центр управления сетями радиовещания и магистральной радиосвязи» (ГЦУРС) были выведены из ВГТРК, объединены в ФГУП «Российская телевизионная и радиовещательная сеть» (РТРС) и переведены в подчинение Министерства печати и телекоммуникаций РФ.
23 марта 2002 года «Российский государственный музыкальный центр телевидения и радиовещания» и «Государственный симфонический оркестр телевидения и радио» были выведены из ВГТРК и переведены в непосредственное подчинение Министерства печати и телекоммуникаций РФ.
1 июля 2002 года начал вещание канал «РТР-Планета», первый в России государственный канал, осуществляющий телевизионное иностранное телевещание.
9 сентября 2002 года Радиостанция «Орфей» выведена из ВГТРК и передана «Российскому государственному музыкальному телерадиоцентру».
18 марта 2003 года телеканал «Россия» перешёл на круглосуточное вещание (не на всех дублях).
12 июня 2003 года начал вещание телеканал «Спорт», с 22 июня того же года он стал выходить на 6 ТВК вместо канала «ТВС».
1 ноября 2004 года начал вещание радиоканал «Культура».
1 июля 2005 года начал вещание международный спортивный телеканал «Планета Спорт».
1 июля 2006 года начал вещание телеканал «Вести».
1 сентября 2007 года на платформе «НТВ-Плюс» начал регулярное вещание телеканал «Бибигон». Также он существовал как блок в сетках вещания телеканалов «Россия», «Спорт» и «Культура». Его блоки на других телеканалах ВГТРК продолжали вещать до конца 2009 — начала 2010 годов, кроме блока на телеканале «Культура». Блок на канале «Культура» просуществовал вплоть до закрытия «Бибигона» 27 декабря 2010 года.
15 октября 2007 года начал вещание телеканал «Сарафан» — первый телеканал пакета для спутниковых и кабельных операторов «Цифровое телевидение ВГТРК».
5 февраля 2008 года в Москве и Санкт-Петербурге начал вещание радиоканал «Вести ФМ».
15 апреля 2009 года закрыт международный спортивный телеканал «Планета Спорт».
26 ноября 2009 года начал вещание телеканал «Страна».
25 декабря 2009 года начал вещание телеканал «Моя планета» — второй телеканал пакета для спутниковых и кабельных операторов «Цифровое телевидение ВГТРК».
1 января 2010 года после новогоднего обращения президента Российской Федерации четыре телеканала ВГТРК были переименованы: «Россия» — в «Россию-1», «Спорт» — в «Россию-2», «Вести» — в «Россию-24», «Культура» — в «Россию-К», причём прежние названия первого и последнего телеканалов продолжают упоминаться в эфире.
С 11 февраля по 13 июля 2010 года (с перерывом) вёл вещание первый российский эфирный телеканал высокой чёткости «2 Спорт 2» (совместно с ОАО «Первый канал»), который транслировал в полном объёме Зимнюю Олимпиаду в Ванкувере и чемпионат мира по футболу в ЮАР.
10 августа 2010 года запущен в тестовом режиме платный HD-телеканал «Спорт-1», который с 14 августа 2010 года начал транслировать все матчи футбольной премьер-лиги Англии.
16 декабря 2010 года стало известно об открытии ВГТРК нового телеканала о науке.
27 декабря 2010 года начал вещание телеканал «Карусель» (совместно с ЗАО «Первый канал. Всемирная сеть»), заменивший телеканалы «Теленяня» и «Бибигон».
15 февраля 2011 года начал тестовое вещание телеканал «Наука 2.0».
2 апреля 2011 года телеканал «Наука 2.0» начал регулярное вещание.
4 апреля 2011 года начал вещание телеканал «Спорт-2».
2 декабря 2011 года начал вещание телеканал «Бойцовский клуб».
1 марта 2012 года начал вещание телеканал «Русский роман».
13 августа 2012 года телеканал «Спорт-2» переименован в общероссийский канал «Спорт».
13 сентября 2012 года телеканал «Россия-HD» был официально зарегистрирован в Роскомнадзоре как СМИ.
1 октября 2012 года начал вещание телеканал российских бестселлерных фильмов и сериалов «Русский бестселлер».
3 декабря 2012 года начал тестовое вещание первый телеканал в России о кинематографе «Кино-ТВ».
17 декабря 2012 года началось тестовое вещание телеканала «Россия-HD» в стандарте высокой чёткости. Он стал уже вторым не эфирным каналом холдинга в формате HD.
29 декабря 2012 года в 20:00 МСК телеканал «Россия-HD» начал регулярное вещание.
29 января 2013 года в рамках ежегодной выставки-форума телевидения и телекоммуникаций «CSTB-2013» ВГТРК объявила об объединении девяти цифровых каналов компании под единый бренд — «Цифровое телевидение». Он включает в себя познавательные, спортивные, развлекательные и кино-каналы: «Россия HD», «Моя планета», «Наука 2.0», «Спорт», «Спорт-1», «Бойцовский клуб», «Русский роман», «Русский бестселлер», «Сарафан» и «Страна». Как ожидается, в перспективе список каналов будет расширен.
9 мая 2013 года в 15:00МСК начал вещание документальный телеканал о российской истории «История», также вошедший в пакет телеканалов «Цифровое телевидение ВГТРК».
4 апреля 2014 года начал официальное вещание телеканал отечественных детективных фильмов и сериалов «Русский детектив».
15 апреля 2014 года начал официальное вещание международный познавательно-развлекательный канал «IQ HD» (в виде сборника из передач производства из холдинга ЦТ Познание в формате HD).
1 июня 2014 года начал официальное вещание детско-анимационный телеканал «Мульт», ориентированный на детей от 1,5 до 6 лет.
17 июня 2014 года под Луганском погибли журналисты телерадиокомпании — Игорь Корнелюк и Антон Волошин. Съёмочная группа ВГТРК попала под миномётный обстрел вблизи посёлка Металлист под Луганском. Звукооператор Антон Волошин погиб на месте, а корреспондент Игорь Корнелюк получил тяжёлое ранение и позже скончался в больнице. В ВГТРК был объявлен траур.
1 июля 2014 года завершена передача ФГУП ВГТРК функций и имущества Государственного фонда телевизионных и радиопрограмм (Гостелерадиофонда), предусмотренная Указом Президента РФ от 9 декабря 2013 года № 894 «О некоторых мерах по повышению эффективности деятельности государственных средств массовой информации». Гостелерадиофонд стал филиалом холдинга.
1 ноября 2014 года начал вещание международный телеканал российских многосерийных телефильмов и сериалов «Бестселлер».
30 января 2015 года завершена проведённая 24 декабря 2014 года сделка по интеграции ресурсов компаний «Цифровое телевидение» (собственник — ВГТРК) и «НКС Медиа» (собственник — «Ростелеком»), производящих пакеты неэфирных телеканалов. По её итогам телеканалы «НКС Медиа» перешли в управление ВГТРК. В рамках проекта интеграции 1 февраля 2015 года проведён ребрендинг телеканалов «Мать и дитя» (в «Мама») и «24 Техно» (в «Техно 24»).
1 марта 2015 года начал официальное вещание телеканал о живой природе «Живая планета».
1 апреля 2015 года прекратила вещание радиостанция «Юность» (ЮFM).
2 июня 2015 года ВГТРК начала процесс передачи спортивных телеканалов «Спорт-1», «Спорт», «Бойцовский клуб» и интернет-портала «Sportbox.ru» «Газпром-Медиа Холдингу».
15 августа 2015 года начал вещание анимационного телеканала «Ani» ориентировочно на детей старше 6 лет.
1 октября 2015 года дирекция спортивного вещания ВГТРК была расформирована.
1 ноября 2015 года прекратил вещание телеканал «Россия-2» (вместо него начал свою работу канал «Матч ТВ», принадлежащий холдингу «Газпром-Медиа»), начал вещание телеканал комедийных фильмов и сериалов «Комедия».
1 апреля 2016 года вещание телеканала «Русский роман» переведено в формате HD.
22 апреля 2016 года начал официальное вещание детско-анимационный телеканал «Тлум HD», ориентированный на детей от 1,5 до 15 лет, в формате HD, начал вещание познавательный телеканал «Планета HD», в формате HD.
1 июля 2016 года прекратил вещание телеканал «Россия-HD» (в виде сборника из передач производства различных студий ВГТРК в формате HD), а на его частотах запущен московский дубль общероссийского телеканала «Россия-1» в формате HD.
1 февраля 2017 года прекратил вещание телеканал «Парк развлечений», а на его частотах запущен телеканал «Cinema».
1 июля 2017 года прекратил вещание телеканал документального кино «24 Док», а на его частотах запущен познавательный телеканал «Доктор».
1 декабря 2017 года прекратил вещание телеканал «Страна», а на его частотах запущен анимационно-музыкальный телеканал «Мультимузыка».

С 26 апреля по 1 сентября 2018 года осуществлял тестовое вещание новый молодёжный телеканал пакета «Цифровое телевидение» под названием «ГО» (от англ. Go — сленг. произношение «иди, двигайся») в формате HD. Однако по информации из другого источника, 
сам канал и инвестиции в него полностью частные. Телеканал лишь арендует технические и аппаратные мощности в МИА «Россия Сегодня» и сотрудничает с компанией «Цифровое телевидение» (совместное предприятие ВГТРК и Ростелекома) в области распространения сигнала.
19 ноября 2018 года тестовое вещание телеканал «FAN (Fantastic Animation)». 10 декабря 2018 года он начал регулярное вещание.
1 декабря 2019 года телеканалы «Моя планета» и «Мульт» перешли на широкоформатное вещание 16:9, а также были запущены их HD-версии. В связи с этим телеканалы «Планета HD» и «Тлум HD» прекратили своё вещание.
1 сентября 2020 года запущено вещание киноканала «Мосфильм. Золотая коллекция».
1 ноября 2020 года была запущена медиаплатформа, получившая название «Смотрим». На ней начали выкладываться свежие видео с выпусками текущих передач и новостными сюжетами трёх основных каналов ВГТРК («Россия-1», «Россия-Культура», «Россия-24»). Спустя месяц все существующие видео, новости и страницы передач на сайтах телеканалов были также переведены на данную платформу. В конце 2020 года сайт vgtrk.com стал англоязычным, создана русскоязычная версия сайта под названием vgtrk.ru. В 2021 году видеоплатформа «Смотрим» вошла в список приложений, обязательных для предустановки на российские смарт-телевизоры с 1 апреля этого же года.
3 ноября 2021 года онлайн-кинотеатр «Premier» стал партнёром холдинга ВГТРК.
26 февраля 2022 года ВГТРК объявила, что приостанавливает свое членство в Европейском вещательном союзе.
18 декабря 2023 года медиахолдинг «Цифровое телевидение» запускает новый телеканал для семейной аудитории «КиноМульт».
7 октября 2024 года ВГТРК сообщила о хакерской атаке на свои сервисы.
15 января 2025 года в России начал вещание новый телеканал «Патриот».

## Перспективы
После завершения модернизации аппаратно-студийных комплексов планировался запуск вещания телеканалов «Россия-Культура» и «Москва 24» в стандарте высокой чёткости (HDTV).
В рамках формирования третьего мультиплекса цифрового телевидения России ВГТРК с апреля 2013 года осуществляет создание и поэтапный выпуск регионального общедоступного телеканала в каждом субъекте Российской Федерации.

## Основные медийные активы ВГТРК

### Телевидение

#### Федеральное телевещание
В настоящее время ВГТРК ведёт эфирное телевещание по 20 программам, 16 из которых предназначены для отдалённых районов России. Эфирные каналы доступны также в пакетах всех операторов спутникового и кабельного вещания и в первом мультиплексе Цифрового телевидения России (обязательны к распространению).
- «Россия-1» («Россия») — флагманский телеканал компании; общероссийский, информационный, общественно-политический и познавательно-развлекательный. Запущен 13 мая 1991 года. В сетке вещания канала имеются унифицированные для всех ГТРК региональные окна. Основной канал (Дубль-М, МСК+0) вещает на Европейскую часть России (49 субъектов РФ) и Калининградская область; с 31 декабря 2018 года имеются 9 дублей c учётом поясного времени:
  - Дубль+9 (МСК+9, ПЕТ) — для Камчатки и Чукотки;
  - Дубль+8 (МСК+8, МАГ) — для Сахалина и Магаданской области;
  - Дубль+7 (МСК+7, ВЛА) — для Приморского края, Еврейской автономной области и Хабаровского края;
  - Дубль+6 (МСК+6, ЯКТ) — для Республика Саха (Якутия) (полностью), Забайкальского края и Амурской области;
  - Дубль+5 (МСК+5, ИКТ) — для Иркутской области и Республики Бурятия;
  - Дубль+4 (МСК+4, КРА) — для Западной и Центральной Сибири (8 субъектов РФ);
  - Дубль+3 (МСК+3, ОМС) — для Омской области;
  - Дубль+2 (МСК+2, ЕКТ) — для Уральского региона (9 субъектов РФ);
  - Дубль+1 (МСК+1, САМ) — для части Европейской территории России (5 субъектов РФ).
- «Россия-К» («Культура») — информационно-культуроведческий, познавательный и литературно-музыкальный телеканал. Запущен 1 ноября 1997 года. В сетке вещания канала имеются региональные окна. Основной канал (Дубль-М, МСК+0) вещает на Европейскую часть России (54 субъекта РФ) и Калининградскую область; имеются 3 дубля c учётом поясного времени:
  - Дубль+7 (МСК+7, ВЛА) — для Восточной Сибири, Дальнего Востока, Камчатки, Чукотки, Сахалина и Магаданской области (10 субъектов РФ);
  - Дубль+4 (МСК+4, КРА) — для Центральной и Западной Сибири (10 субъектов РФ);
  - Дубль+2 (МСК+2, ЕКТ) — для Урала и части Западной Сибири (10 субъектов РФ).
- «Россия 24» — круглосуточный информационный и общественно-политический телеканал. Запущен 1 июля 2006 года. Сквозное глобальное вещание. В сетке вещания канала имеются региональные окна. До 2018 года они были различными по хронометражу и времени выхода в эфир. С 2019 года, по аналогии с телеканалом «Россия-1», унифицированы для всех ГТРК, осуществляющих трансляцию своих программ на телеканале.
- «Карусель» — детско-юношеский познавательно-развлекательный телеканал, совместно с АО «Первый канал. Всемирная сеть». Запущен 27 декабря 2010 года. Основной канал (Дубль-М/Орбита «Карусель», МСК+0) вещает на Европейскую часть России (54 субъекта РФ) и Калининградскую область; с 23 июля 2019 года имеются 4 дубля с учётом поясного времени:
  - Дубль +8/Орбита-1 (МСК+8, МАГ) — для Камчатки, Чукотки, Сахалина, Магаданской области и Восточной Якутии;
  - Дубль +7/Орбита-2 (МСК+7, ВЛА) — для Амурской области, Забайкалья, Приморского и Хабаровского краев, Еврейской АО и центральной и западной Якутии (6 субъектов РФ);
  - Дубль +4/Орбита-3 (МСК+4, КРА) — для Западной и Центральной Сибири (10 субъектов РФ);
  - Дубль +2/Орбита-4 (МСК+2, ЕКТ) — для Уральского региона (10 субъектов РФ).

#### Международное телевещание
- «РТР-Планета» — международный, ориентирован на русское зарубежье. Запущен 1 июля 2002 года. Сетка вещания строится на основе передач каналов «Россия-1» и «Россия-К»; основной канал (Planeta-RTR, МСК+0) вещает на Европу; имеются 3 редакции для отдельных регионов мира:
  - «РТР-Планета — США» (Planeta-RTR, МСК−7) — для Америки;
  - «РТР-Планета — СНГ» (Россия-РТР, МСК+0) — для стран СНГ;
  - «РТР-Планета — Азия» (Россия-РТР, МСК+3) — для стран Азиатско-Тихоокеанского региона.
- «Карусель International» — международный совместно с АО «Первый канал. Всемирная сеть», ориентирован на русское зарубежье; сетка вещания строится на основе передач «Карусели», сквозное глобальное вещание.

#### Цифровое телевидение (пакет нишевых (тематических) телеканалов)
- «Моя планета»
- «Наука»
- «История»
- «Техно 24»
- «Живая планета»
- «Доктор»
- «Мосфильм. Золотая коллекция»
- «Патриот»
- «Русский бестселлер»
- «Русский детектив»
- «Русский роман»
- «Комедия»
- «Настоящее страшное телевидение»
- «Страшное HD»
- «Cinema»
- «FAN»
- «Сарафан»
- «Мульт»
- «Ani»
- «Мультимузыка»
- «Мама»
- «Киномульт»

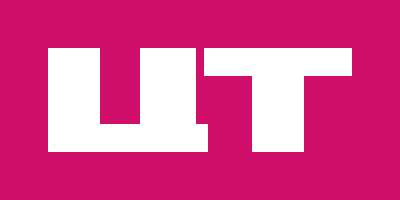
Логотип проекта «Цифровое телевидение ВГТРК»

Многие каналы из пакета распространяются также в кабельных и спутниковых сетях иностранных государств.

#### Региональные телеканалы, формируемые ВГТРК
- «Москва 24» (Москва)
- «Москва Доверие» (Москва)
- «360°» (Московская область)
- «360 Новости» (Московская область)
- «Запад 24» (Северо-Западный федеральный округ)
- «Лотос 24» (Астраханская область)
- «Липецк 24» (Липецкая область)
- «Волгоград 24» (Волгоградская область)
- «Кавказ 24» (Северо-Кавказский федеральный округ)
- «Нижний Новгород 24» (Нижегородская область)
- «Самара 24» (Самарская область)
- «Башкортостан 24» (Республика Башкортостан)
- «Урал 24» (Уральский федеральный округ)
- «Сибирь 24» (Сибирский федеральный округ)
- «Восток 24» (Дальневосточный федеральный округ)[127]

#### Прекратившие вещание
- «2 Спорт 2» (09.02.2010 — 13.07.2010; 50 %) (совместно с ОАО «Первый канал»)
- «24 Док» (01.02.2015 — 01.07.2017)
- «IQ HD» (15.04.2014 — 22.04.2016)
- «Бестселлер» (01.11.2014 — 31.12.2017)
- «Бибигон» (01.09.2007 — 27.12.2010)
- «Бойцовский клуб» (02.12.2011 — 25.12.2015)
- «Го» (26.04.2018 — 01.09.2018)
- «Евроновости» (17.09.2001 — 21.03.2022)
- «Метеор-Кино» (19.07.1996 — 04.08.1997)
- «Метеор-Спорт» (19.07.1996 — 04.08.1996)
- «Планета HD» (22.04.2016 — 01.12.2019)
- «Планета Спорт» (01.07.2005 — 14.04.2009)
- «Парк развлечений» (01.02.2015 — 31.01.2017)
- «Российские университеты» (13.04.1992 — 11.11.1996)
- «Россия HD» (29.12.2012 — 01.07.2016)
- «Россия-2» (ранее — «Спорт») (22.06.2003 — 01.11.2015)
- «Спорт» (ранее — «Спорт-2») (04.04.2011 — 25.01.2016)
- «Спорт-1» (14.08.2010 — 25.01.2016)
- «Страна» (26.11.2009 — 30.11.2017)
- «Тлум HD» (22.04.2016 — 01.12.2019)

### Радиовещание

#### Федеральные радиостанции
В настоящее время ВГТРК ведёт эфирное радиовещание по 8 программам, 4 из которых предназначены для отдалённых районов России.
- «Радио России» — общедоступная мультиформатная. В сетке вещания радиостанции имеются региональные окна для всех ГТРК. Имеет 5 дублей с учётом поясного времени:
  - Дубль-1 (зона вещания «А», МСК+8) — для Камчатки, Чукотки, Магадана и Сахалина;
  - Дубль-2 (зона вещания «Б», МСК+6) — для Восточной Сибири и Дальнего Востока (6 субъектов РФ);
  - Дубль-3 (зона вещания «В», МСК+4) — для Центральной и Западной Сибири (10 субъектов РФ);
  - Дубль-4 (зона вещания «Г», МСК+2) — для Урала и части Западной Сибири (10 субъектов РФ).
  - Дубль-М (МСК+0) — для Европейской части России (54 субъекта РФ) и Калининградской области.
- «Радио Маяк» — разговорно-развлекательная, музыкальная. В сетке вещания радиостанции имеются региональные окна.
- «Вести ФМ» — информационная, общественно-политическая. В сетке вещания радиостанции имеются региональные окна.
- «Радио Культура» — информационная, музыкально-развлекательная, культурно-просветительская и художественно-публицистическая. Вещает в настоящее время только в Москве на частоте 91,6 МГц. До 5 февраля 2008 года также вещала и в Санкт-Петербурге на частоте 89,3 МГц. Вещание в Ульяновске было на частоте 102,5 МГц.

#### Региональные радиостанции
1. Москва и Московская область:
Совместно с «Москва Медиа» ВГТРК ведёт вещание по трём московским программам:
- «Москва FM» (по заказу Правительства Москвы, совместно с Москва Медиа, 75 %) — информационно-развлекательная.
- «Capital FM» (по заказу Правительства Москвы, совместно с Москва Медиа, 75 %) — информационно-музыкальная на английском языке.
- «Радио Москвы» (по заказу Правительства Москвы, совместно с Москва Медиа, 75 %) — информационно-музыкальная.

2. Барнаул и Алтайский край:
- «Heart FM» — музыкально-развлекательная.

3. Волгоградская область:
- «Волгоград 24 ФМ» — музыкально-развлекательная[128][129]

4. Хабаровский край:
- «Радио Хорошего Настроения» — музыкально-развлекательная

5. Республика Северная Осетия-Алания:
- «Алания ФМ» («Радио Алания») — информационно-музыкально-развлекательная

#### Прекратившие вещание
- «Радио „Планета-Томск“» (X-радио) — музыкально-развлекательная радиостанция (Томск/Северск 106,6 МГц)[130][131][132][132]
- Радио России - Nostalgie
- Голос России
- Маяк-24

### Интернет-проекты
- Государственный Интернет-канал «Россия» — интернет-ресурсы всех центральных и региональных телерадиокомпаний ВГТРК.
- Вести.Ru — информационный интернет-портал.
- Filmpro.ru — большой киносайт.
- Tlum.ru — детский сайт.
- Digitalrussia.tv — пакет цифровых каналов компании, объединённых под единым брендом «Цифровое телевидение».
- «Юность» («Юность ФМ», «ЮFM») — молодёжная музыкальная интернет-радиостанция.

Технологии
- Смотрим — онлайн-платформа для стриминга эфирного вещания и просмотра видеоконтента.
- Витрина ТВ (25 %)[133] — единая платформа для трансляции контента Федеральных телеканалов в интернете.

### Печатные СМИ
- Журнал «Вестник РТР»

### Другое
- Собственный сейлз-хаус «РТР-Медиа»
- Государственный фонд телевизионных и радиопрограмм, Москва[100]
- 0+ Медиа
- Анимационная студия «Паровоз»
- Телекомпания/анимационная студия «100 киловатт»
- Национальный рекламный альянс (25 %)

### Региональные филиалы
- Территориальное отделение ГТРК «Чита» (ГТРК «Агинское»), Забайкальский край, Агинское.
- ГТРК «Адыгея», Республика Адыгея, Майкоп
- ГТРК «Алания», Республика Северная Осетия — Алания, Владикавказ
- ГТРК «Алтай», Алтайский край, Барнаул
- ГТРК «Амур», Амурская область, Благовещенск
- ГТРК «Поморье», Архангельская область, Архангельск
- ГТРК «Лотос», Астраханская область, Астрахань
- ГТРК «Башкортостан», Республика Башкортостан, Уфа
- ГТРК «Белгород», Белгородская область, Белгород
- ГТРК «Бира», Еврейская автономная область, Биробиджан
- ГТРК «Брянск», Брянская область, Брянск
- ГТРК «Бурятия», Республика Бурятия, Улан-Удэ
- ГТРК «Владивосток», Приморский край, Владивосток
- ГТРК «Владимир», Владимирская область, Владимир
- ГТРК «Вологда», Вологодская область, Вологда
- ГТРК «Волгоград-ТРВ», Волгоградская область, Волгоград
- Территориальное отделение ГТРК «Коми Гор», Республика Коми, Воркута
- ГТРК «Воронеж», Воронежская область, Воронеж
- ГТРК «Вятка», Кировская область, Киров
- ГТРК «Горный Алтай», Республика Алтай, Горно-Алтайск
- ГТРК «Дагестан», Республика Дагестан, Махачкала
- ГТРК «Донецк», Донецкая Народная Республика, Донецк
- ГТРК «Дон-ТР», Ростовская область, Ростов-на-Дону
- ГТРК «Ивтелерадио», Ивановская область, Иваново
- ГТРК «Ингушетия», Республика Ингушетия, Назрань
- ГТРК «Иркутск», Иркутская область, Иркутск
- ГТРК «Кабардино-Балкария», Кабардино-Балкарская республика, Нальчик
- ГТРК «Калининград», Калининградская область, Калининград
- ГТРК «Калмыкия», Республика Калмыкия, Элиста
- ГТРК «Калуга», Калужская область, Калуга
- ГТРК «Камчатка», Камчатский край, Петропавловск-Камчатский
- Территориальное отделение ГТРК «Камчатка» (ГТРК «Палана»), Камчатский край, Корякский округ, Палана
- ГТРК «Карачаево-Черкесия», Карачаево-Черкесская республика, Черкесск
- ГТРК «Карелия», Республика Карелия, Петрозаводск
- ГТРК «Кузбасс», Кемеровская область — Кузбасс, Кемерово
- ГТРК «Коми Гор», Республика Коми, Сыктывкар
- ГТРК «Кострома», Костромская область, Кострома
- ГТРК «Кубань», Краснодарский край, Краснодар
- Территориальное отделение ГТРК «Кубань», Краснодарский край, Сочи
- ГТРК «Красноярск», Красноярский край, Красноярск
- ГТРК «Курган», Курганская область, Курган
- ГТРК «Курск», Курская область, Курск
- ГТРК «Липецк», Липецкая область, Липецк
- ГТРК «Луганск», Луганская Народная Республика, Луганск
- ГТРК «Магадан», Магаданская область, Магадан
- ГТРК «Марий Эл», Республика Марий Эл, Йошкар-Ола
- ГТРК «Мордовия», Республика Мордовия, Саранск
- ГТРК «Мурман», Мурманская область, Мурманск
- Территориальное отделение ГТРК «Поморье» (ГТРК «Заполярье»), Ненецкий автономный округ, Нарьян-Мар
- ГТРК «Нижний Новгород», Нижегородская область, Нижний Новгород
- ГТРК «Славия», Новгородская область, Великий Новгород
- ГТРК «Новосибирск», Новосибирская область, Новосибирск
- ГТРК «Иртыш», Омская область, Омск
- ГТРК «Оренбург», Оренбургская область, Оренбург
- ГТРК «Орёл», Орловская область, Орёл
- ГТРК «Пенза», Пензенская область, Пенза
- ГТРК «Пермь», Пермский край, Пермь
- Территориальное отделение ГТРК «Пермь» (ГТРК «Коми-Пермяцкая»), Пермский край, Коми-пермяцский округ, Кудымкар
- ГТРК «Псков», Псковская область, Псков
- ГТРК «Ока», Рязанская область, Рязань
- ГТРК «Самара», Самарская область, Самара
- ГТРК «Санкт-Петербург», Санкт-Петербург, Ленинградская область
- ГТРК «Саратов», Саратовская область, Саратов
- ГТРК «Саха», Республика Саха (Якутия), Якутск
- ГТРК «Сахалин», Сахалинская область, Южно-Сахалинск
- ГТРК «Севастополь», город Севастополь[134][135]
- ГТРК «Урал», Свердловская область, Екатеринбург
- ГТРК «Смоленск», Смоленская область, Смоленск
- ГТРК «Ставрополье», Ставропольский край, Ставрополь
- Территориальное отделение ГТРК «Ставрополье», Ставропольский край, Пятигорск
- ГТРК «Норильск», Красноярский край, Норильск
- ГТРК «Таврида», Республика Крым, Симферополь[134][136]
- ГТРК «Таймыр», Красноярский край, Дудинка
- ГТРК «Тамбов», Тамбовская область, Тамбов
- ГТРК «Татарстан», Республика Татарстан, Казань
- ГТРК «Тверь», Тверская область, Тверь
- ГТРК «Томск», Томская область, Томск
- ГТРК «Тула», Тульская область, Тула
- ГТРК «Тыва», Республика Тыва, Кызыл
- ГТРК «Регион-Тюмень», Тюменская область, Тюмень
- ГТРК «Удмуртия», Удмуртская Республика, Ижевск
- ГТРК «Южный Урал», Челябинская область, Челябинск
- Территориальное отделение ГТРК «Южный Урал» (ГТРК «Магнитогорск»), Челябинская область, Магнитогорск
- ГТРК «Волга», Ульяновская область, Ульяновск
- ГТРК «Дальневосточная», Хабаровский край, Хабаровск
- Территориальное отделение ГТРК «Дальневосточная» (ГТРК «Комсомольск»), Хабаровский край, Комсомольск-на-Амуре
- ГТРК «Хакасия», Республика Хакасия, Абакан
- ГТРК «Югория», Ханты-Мансийский автономный округ — Югра, Ханты-Мансийск
- ГТРК «Вайнах», Чеченская республика, Грозный
- ГТРК «Чита», Забайкальский край, Чита
- ГТРК «Чувашия», Чувашская республика, Чебоксары
- ГТРК «Чукотка», Чукотский автономный округ, Анадырь
- Территориальное отделение ГТРК «Красноярск» (ГТРК «Хэглэн»), Красноярский край, Тура
- ГТРК «Ямал», Ямало-Ненецкий автономный округ, Салехард
- ГТРК «Ярославия», Ярославская область, Ярославль

### Представительства ВГТРК
- в Республике Беларусь, г. Минск[38] (1 июля 2008 года запущен телеканал «РТР-Беларусь» на базе телеканала «РТР-Планета», ранее был телеканал «Россия»)
- в Донецкой Народной Республике «Донецк 24» (г. Донецк)
- в Луганской Народной Республике «Луганск 24» (г. Луганск)

## Оформление телеканалов — проектов ВГТРК
- С 13 мая 1991 по 14 сентября 2001 года оформление логотипов телеканалов «РТР», «Культура» и «Российские университеты» было различным и располагались они в разных углах (кроме правого верхнего)[137].
- С 15 сентября[138] (окончательно с 24 сентября)[139] 2001 по 31 декабря 2009 года в оформлении всех каналов ВГТРК («Россия», «Культура», «Спорт», «Вести», «РТР-Планета», «Планета Спорт» и «Бибигон»), кроме канала «Моя планета» обязательно присутствовали полное зарегистрированное название телеканала и трёхцветный «парусник», который был выполнен в цветах флага России[140] и находился в правом верхнем углу с 2002 года.
- С 1 января 2010 года по настоящее время присутствует синий прямоугольник со словом «Россия»[141], «Russia», «Бибигон», «Bibigon», «Планета», «Planeta», «Спорт», «Sport» шрифтом «Mic 32 Black W1G» (с 2011-2012 гг. шрифтом «Russia»), рядом красный квадрат со вторым наименованием («1», «2», «К», «24», «РТР», «HD», «RTR», «солнышко») и присутствие в правом верхнем углу остаётся неизменным. Логотипы у цифровых каналов компании, объединённых под единым брендом «Цифровое телевидение», не менялись.

## Санкции
4 мая 2022 года, на фоне вторжения России на Украину, ВГТРК внесена в санкционные списки Великобритании как аффилированная с Правительством России организация. 7 июля того же года компания внесена в санкционные списки Канады как платформа дезинформации и пропаганды «за содействие и поддержку неспровоцированного и необоснованного вторжения России в Украину».
16 декабря 2022 года ВГТРК внесена в санкционные списки стран Евросоюза, так как компания поддерживает действия, которые подрывают или угрожают территориальной целостности, суверенитету и независимости Украины, а также связана с физическими лицами, которые поддерживают такую политику и действия. Евросоюз отмечает что «каналы, принадлежащие ВГТРК, предоставляют платформу Ольге Скабеевой, Дмитрию Киселёву, Владимиру Соловьёву и другим, которые распространяют пропаганду и дезинформацию, связанную с агрессивной войной России против Украины».
Также ВГТРК находится под санкциями Украины и Швейцарии так как компания «получает выгоду от российских лиц, принимающих решения, ответственных за аннексию Крыма или дестабилизацию Украины».

### Блокировки YouTube
В марте 2022 года YouTube заблокировал канал ВГТРК в числе прочих каналов связанных с российскими государственными СМИ. В феврале 2024 года YouTube заблокировала несколько десятков региональных каналов ВГТРК, в том числе каналы редакций в Ростове-на-Дону, Пскове, Вологде и Мурманске и других.

## Арест активов
29 октября 2015 пресс-служба ВГТРК подтвердила информацию о том, что пакет акций компании во французской компании Euronews S.A. арестован по искам экс-акционеров ЮКОСа. Доля ВГТРК в Euronews составляет 7,5 %. По данным источников, арест акций никак не повлиял на деятельность ни Euronews, ни ВГТРК.

## Организация и руководство
До 2006 года ФГУП «ВГТРК» выступало как учредитель региональных (также в форме федеральных государственных унитарных предприятий) телевизионных, радиовещательных компаний и иных организаций регионов РФ, существовавших в рамках холдинга ВГТРК. С 2007 года эти организации вошли в ВГТРК в качестве его филиалов и территориальных отделений филиалов. Генеральный директор — Олег Добродеев. Занимает эту должность с 26 февраля 2004 года (де-факто — с 29 июля 2004 года). С 31 января 2000 года по 28 июля 2004 года был председателем ВГТРК.

### Председатели компании
- Олег Попцов (1990—1996)
- Эдуард Сагалаев (1996—1997)
- Николай Сванидзе (1997—1998)
- Михаил Швыдкой (1998—2000)
- Олег Добродеев (2000—2004)

### Генеральные директора
- Анатолий Лысенко (1990—1996)
- Олег Добродеев (с 2004 года)